# Recerca clínica
La recerca clínica o investigació clínica és una branca de la ciències de la salut que determina la seguretat i l'eficàcia de medicaments, dispositius, productes de diagnòstic i tractaments destinats a l'ús humà. Es poden utilitzar per a la prevenció, el tractament, el diagnòstic o per alleujar els símptomes d'una malaltia. La investigació clínica és diferent de la pràctica clínica. A la pràctica clínica s'utilitzen tractaments establerts, mentre que a la investigació clínica es recullen proves per establir un tractament.